# Анатолий Йорданов
Анатолий Великов Йорданов е български политик от ГЕРБ, народен представител от парламентарната група на ГЕРБ в XLI народно събрание.

## Биография
Анатолий Йорданов е роден на 27 август 1955 година в град Ловеч, България. Завършил е специалност „Медицина“ в Медицински университет - Плевен и специалност „Обществено здраве и здравен мениджмънт“ в Медицински университет - София.
На парламентарните избори през 2009 година е избран за народен представител от листата на ГЕРБ.

### Парламентарна дейност
- XLI народно събрание – член (от 14 юли 2009)
- Парламентарна група на ПП ГЕРБ – член (от 14 юли 2009)
- Комисия по труда и социалната политика – член (от 29 юли 2009)
- Комисия по здравеопазването – член (от 29 юли 2009)
- Временна анкетна комисия за проучване на причините, довели до повишаване цените на определени групи лекарствени продукти, заплащани със средства от бюджета на НЗОК и/или републиканския бюджет и предлагане на възможни мерки за намаляване на публичните разходи – член (от 23 март 2012)
- Група за приятелство България – Кувейт – член (от 23 октомври 2009)
- Група за приятелство България – Латвия – зам.-председател (от 23 октомври 2009)
- Група за приятелство България – Ливан – зам.-председател (от 23 октомври 2009)
- Група за приятелство България – Филипини – член (от 23 октомври 2009)

#### Внесени законопроекти
- Законопроект за допълнение на Наказателния кодекс
- Законопроект за изменение и допълнение на Закона за бюджета на Държавното обществено осигуряване за 2011 г.
- Законопроект за изменение и допълнение на Закона за лекарствените продукти в хуманната медицина
- Законопроект за изменение и допълнение на Закона за съдебната власт
- Законопроект за изменение и допълнение на Закона за устройството на държавния бюджет
- Законопроект за изменение и допълнение на Кодекса за социалното осигуряване
- Законопроект за изменение и допълнение на Конституцията на Република България
- Законопроект за изменение и допълнение на Наказателно-процесуалния кодекс
- Проект на Изборен кодекс